# 泰西耶尔德科尔内
泰西耶尔德科尔内（法語：Teissières-de-Cornet，法語發音：[tesjɛʁ də kɔʁnɛ]）是法国康塔尔省的一个市镇，位于该省西部，属于欧里亚克区。

## 地理
泰西耶尔德科尔内（44°58'13"N, 2°21'19"E）面积9.32 平方千米，位于法国奥弗涅-罗讷-阿尔卑斯大区康塔爾省，该省份为法国中南部省份，位于法國中央高原中心，北起科雷兹省、上盧瓦爾省和多姆山省，西接洛特省和科雷兹省，南至阿韦龙省和洛特省，东临上盧瓦爾省和洛泽尔省。
与泰西耶尔德科尔内接壤的市镇（或旧市镇、城区）包括：艾朗、克朗代勒、瑞萨克、圣保罗德朗德。

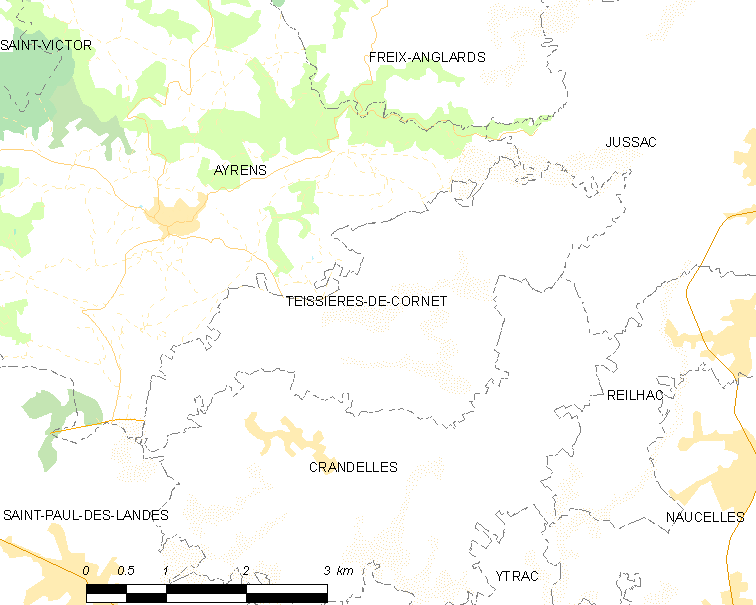
泰西耶尔德科尔内的OSM定位图

泰西耶尔德科尔内的时区为UTC+01:00、UTC+02:00（夏令时）。

## 行政
泰西耶尔德科尔内的邮政编码为15250，INSEE市镇编码为15233。

## 政治
泰西耶尔德科尔内所属的省级选区为诺塞勒县。

## 人口

1962-2008年间泰西耶尔德科尔内人口变化图示

泰西耶尔德科尔内于2022年1月1日时的人口数量为322人。